# Natalia Pacierpnik
Natalia Pacierpnik (ur. 14 sierpnia 1988 w Końskich) – polska kajakarka górska, uczestniczka Letnich Igrzysk Olimpijskich w 2012 i 2016.
Reprezentuje klub KKK Kraków. 
W 2010 została wicemistrzynią Europy w konkurencji K-1 x 3 (z Joanną Mędoń i Małgorzatą Milczarek). Reprezentowała Polskę na Letnich Igrzyskach Olimpijskich w 2012, gdzie zajęła 7. miejsce w konkurencji K-1 z czasem 115.08. Po igrzyskach olimpijskich miała przerwę macierzyńską. Następnie powróciła do sportu. W 2015 zdobyła srebrny medal mistrzostw Europy w konkurencji K-1 x 3 (z Klaudią Zwolińską i Sarą Ćwik). W 2016 wystąpiła na igrzyskach olimpijskich w Rio de Janeiro (2016), gdzie w konkurencji K-1 kobiet zajęła 11. miejsce. W 2022 została brązową medalistą mistrzostw świata w konkurencji K-1 x 3 oraz brązową medalistką mistrzostw Europy w tej samej konkurencji (w obu startach z Klaudią Zwolińską i Dominiką Brzeską).

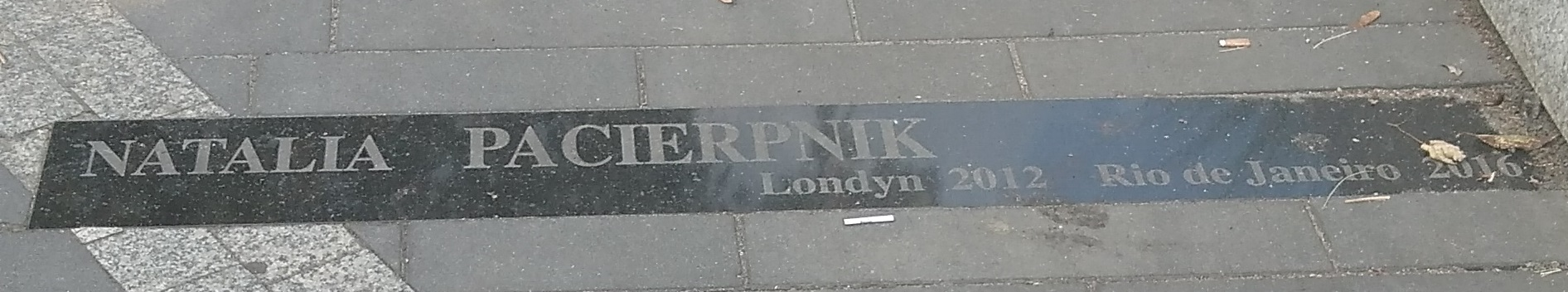
Tablica Natalii Pacierpnik w Drzewicy

W 2018 r. tablica upamiętniająca osiągnięcia Natalii Pacierpnik została wmurowana przy Skwerze im. Drzewickich Olimpijczyków w Drzewicy.